# Lycium sokotranum
Lycium sokotranum е вид растение от семейство Картофови (Solanaceae). Видът е незастрашен от изчезване.

## Разпространение
Разпространен е в Йемен.